# بدر القدوري
بدر القدوري ، من مواليد 31 يناير 1981 ، لاعب كرة قدم مغربي.
و هو يلعب مع نادي دينامو كييف الأوكراني منذ عام 2002.

## الإنجازات
الوداد الرياضي
- كأس العرش : 2001
- كأس الكؤوس الإفريقية : 2002

 دينامو كييف
- الدوري الأوكراني الممتاز (4) : 2003، 2004 ، 2007، 2009
- كأس أوكرانيا (4) : 2003، 2005، 2006، 2007
- كأس السوبر الأوكراني (5) : 2004، 2006، 2007، 2009، 2011

 سيلتك
- الدوري الاسكتلندي الممتاز : 2012

## روابط خارجية
- بدر القدوري على موقع اتحاد أوكرانيا (الإنجليزية)
- بدر القدوري على موقع قاعدة بيانات كرة القدم.إي يو (الإنجليزية)
- بدر القدوري على موقع ناشيونال فوتبول تيمز (الإنجليزية)
- بدر القدوري على موقع Soccerbase.com (لاعب) (الإنجليزية)
- بدر القدوري على موقع Soccerway.com (الإنجليزية)
- بدر القدوري على موقع عالم كرة القدم.نت (الإنجليزية)
- بدر القدوري على موقع كووورة
- بدر القدوري على موقع أوليمبيديا (الإنجليزية)